# Alouatta macconnelli
Espèce
Répartition géographique
Le Hurleur des Guyanes (Alouatta macconnelli), aussi appelé « baboune » en Guyane, est une espèce de primates néotropicale présente au Suriname, Guyana, Trinidad, Guyane, Venezuela et Brésil.